# 冼润霞
冼润霞（1984年—）女，汉族，广州市增城区人，增城区石滩镇沙头村大学生村官，第十二届全国人民代表大会代表。

## 简历
冼润霞是中国共产党党员。2008年毕业于广东教育学院。曾经在银行工作。2009年起，来到广州市增城区石滩镇沙头村任大学生村官，成为增城区第一批大学生村官。熟悉工作环境之后，她着手全面推广并负责沙头村农村养老保险工作。其间，2010年，第六次全国人口普查中，冼润霞曾被抽调到石滩镇人口普查办公室兼做人口普查工作，石滩镇人口普查办公室获得了广东省先进集体称号，冼润霞获得了广州市先进个人荣誉称号。2012年，荣获全国大学生村官优秀“村民贴心人”称号。2013年1月31日，冼润霞举行婚礼，同日她成为广东省选出的161名第十二届全国人大代表之一。